# Llista d'àries de concert, cançons i cànons de Wolfgang Amadeus Mozart
Aquesta és una llista d'àries de concert, cançons i cànons de Wolfgang Amadeus Mozart.

## Àries, canzonettas, cavatines

### Soprano
| K.¹   | K⁶   | Composició, partitura i ressenya (NMA) | Llibretista                                                          | Data                        |
| ----- | ---- | --- | -------------------------------------------------------------------- | --------------------------- |
| 23    |      | "Conservati fedele" (Partitura /Informe crític) Ària per a soprano i orquestra | Metastasio, Artaserse I,1                                            | Octubre de 1765             |
| 70    | 61c  | "A Berenice … Sol nascente" (Partitura /Informe crític) Recitatiu i ària (Licenza) per a soprano i orquestra                                                                         | desconegut                                                           | 28 de febrer de 1767 o 1769 |
| 77    | 73e  | "Misero me! … Misero pargoletto" (Partitura /Informe crític) Recitatiu i ària per a soprano i orquestra                                                                              | Metastasio, Demofoonte III, 4&5                                      | març de 1770                |
| 78    | 73b  | "Per pietà, bell'idol mio" (Partitura /Informe crític) Ària per a soprano i orquestra                                                                                                | Metastasio, Artaserse I,5                                            | 1766                        |
| 79    | 73d  | "O temerario Arbace! … Per quel paterno amplesso" (Partitura /Informe crític) Recitatiu i ària per a soprano i orquestra                                                             | Metastasio, Artaserse II,11                                          | 1766                        |
| deest |      | "Cara, se le mie pene" (Partitura /Informe crític) Ària per a soprano, 2 trompes, violí, viola & baix                                                                                | desconegut                                                           | 1769                        |
| 82    | 73o  | "Se ardire, e speranza" (Partitura /Informe crític) Ària per a soprano i orquestra                                                                                                   | Metastasio                                                           | 25 d'abril de 1770          |
| 83    | 73p  | "Se tutti i mali miei" (Partitura /Informe crític) Ària per a soprano i orquestra | Metastasio                                                           | 1770                        |
| 88    | 73c  | "Fra cento affanni e cento" (Partitura /Informe crític) Ària per a soprano i orquestra                                                                                               | Metastasio, Artaserse I,2                                            | 1770                        |
| 119   | 382h | "Der Liebe himmlisches Gefühl" (Partitura /Informe crític) Ària per a soprano i orquestra (reducció per a piano) Aquesta és possiblement (segons Kunze) l' Ària per a Gretl Marchard | desconegut                                                           | 1782                        |
| 152   | 210a | "Ridente la calma" (Partitura /Informe crític) Ària (canzonetta) per a veu i piano arranjament de l'Ària de Josef Mysliveček d' Armida                                               | Giovanni Ambrogio Migliavacca                                        | entre 1772 i 1775           |
| 178   | 417e | "Ah, spiegarti, oh Dio" (Partitura /Informe crític) Ària per a soprano i orquestra (reducció per a piano)                                                                            | desconegut                                                           | Juny de 1783                |
| 217   |      | "Voi avete un cor fedele" (Partitura /Informe crític) Ària per a soprano i orquestra                                                                                                 | Carlo Goldoni                                                        | 26 d'octubre de 1775        |
| 272   |      | "Ah, lo previdi! … Ah, t'invola … Deh, non varcar" (Partitura /Informe crític) Recitatiu, ària i cavatina per a soprano i orquestra                                                  | Vittorio Amedio Cigna-Santi                                          | Agost de 1777               |
| 294   |      | "Alcandro, Io confesso … Non sò d'onde viene" (Partitura /Informe crític) Recitatiu i ària per a soprano i orquestra                                                                 | Metastasio L'Olimpiade III,6                                         | 24 de febrer de 1778        |
| 316   | 300b | "Popoli di Tessaglia! … Io non chiedo, eterni Dei" (Partitura /Informe crític) Recitatiu i ària per a soprano i orquestra                                                            | Ranieri de' Calzabigi                                                | 8 de gener de 1779          |
| 368   |      | "Ma che vi fece, o stelle … Sperai vicino il lido" (Partitura /Informe crític) Recitatiu i ària per a soprano i orquestra                                                            | Metastasio                                                           | Gener de 1781               |
| 369   |      | "Misera, dove son! … Ah! non son io che parlo" (Partitura /Informe crític) Recitatiu i ària per a soprano i orquestra                                                                | Metastasio                                                           | 8 de març de 1781           |
| 374   |      | "A questo seno deh vieni … Or che il cielo a me ti rende" (Partitura /Informe crític) Recitatiu i ària per a soprano i orquestra                                                     | Giovanni de Gamerra                                                  | Abril de 1781               |
| 383   |      | "Nehmt meinen Dank, ihr holden Gönner!" (Partitura /Informe crític) Ària per a soprano i orquestra                                                                                   | desconegut                                                           | 10 d'abril de 1782          |
| 416   |      | "Mia speranza adorata! … Ah, non sai qual pena" (Partitura /Informe crític) Recitatiu i ària (rondó) per a soprano i orquestra                                                       | Gaetano Sertor                                                       | 8 de gener de 1783          |
| 418   |      | "Vorrei spiegarvi, oh Dio!" (Partitura /Informe crític) Ària per a soprano i orquestra                                                                                               | desconegut                                                           | 20 de juny de 1783          |
| 419   |      | "No, che non sei capace" (Partitura /Informe crític) Ària per a soprano i orquestra                                                                                                  | desconegut                                                           | Juny de 1783                |
| 440   | 383h | "In te spero, oh sposo amato" (Partitura /Informe crític) Ària per a soprano i orquestra (esbós)                                                                                     | Metastasio                                                           | Febrer de 1782              |
| 486a  | 295a | "Basta, vincesti … Ah, non lasciarmi, no" (Partitura /Informe crític) Recitatiu i ària per a soprano i orquestra                                                                     | Metastasio                                                           | 28 de febrer de 1778        |
| 505   |      | "Ch'io mi scordi di te? … Non temer, amato bene" (Partitura /Informe crític) Recitatiu i ària (rondó) per a soprano, piano obligat i orquestra                                       | desconegut                                                           | 26 de desembre de 1786      |
| 528   |      | "Bella mia fiamma, addio! ... Resta, oh cara!" (Partitura /Informe crític) | D. Michele Sarcone                                                   | 3 de novembre de 1787       |
| 538   |      | "Ah se in ciel, benigne stelle" Ària per a soprano i orquestra | Metastasio                                                           | 4 de març de 1788           |
| 569   |      | "Ohne Zwang aus eignem Triebe" (lost) Ària per a soprano | Michel-Jean Sedaine, Le roi et le fermier, tr. Johann Heinrich Faber | Gener de 1789               |
| 577   |      | "Al desio di chi t'adora" (Partitura ) Ària de substitució per a soprano i orquestra a Les noces de Fígaro                                                                           | Lorenzo Da Ponte                                                     | 1789                        |
| 578   |      | "Alma grande e nobil core" (Partitura /Informe crític) Ària per a soprano i orquestra                                                                                                | Giuseppe Palomba                                                     | Agost de 1789               |
| 579   |      | "Un moto di gioia mi sento" (Partitura ) Ària de substitució per a soprano i orquestra a Les noces de Fígaro                                                                         | Lorenzo Da Ponte                                                     | 1789                        |
| 580   |      | "Schon lacht der holde Frühling" (Partitura /Informe crític) Ària per a soprano i orquestra                                                                                          | desconegut                                                           | 17 de setembre de 1789      |
| 582   |      | "Chi sà, chi sà, qual sia" (Partitura /Informe crític) Ària per a soprano i orquestra                                                                                                | Lorenzo Da Ponte                                                     | Octubre de 1789             |
| 583   |      | "Vado, ma dove? oh Dei!" (Partitura /Informe crític) Ària per a soprano i orquestra                                                                                                  | Lorenzo Da Ponte                                                     | Octubre de 1789             |
| 74b   | 74b  | "Non curo l'affetto" (Partitura /Informe crític) Ària per a soprano i orquestra | Metastasio, Demofoonte I,7                                           | principis de 1771           |

### Contralt
| K.¹ | K⁶ | Composició, partitura i ressenya (NMA)                                                          | Llibretista         | Data             |
| --- | -- | ----------------------------------------------------------------------------------------------- | ------------------- | ---------------- |
| 255 |    | "Ombra felice! … Io ti lascio" (Partitura /Informe crític) Recitatiu per a contralt i orquestra | Giovanni de Gamerra | Setembre de 1776 |

### Tenor
| K.¹ | K⁶   | Composició, partitura i ressenya (NMA)                                                                           | Llibretista   | Data                 |
| --- | ---- | --- | ------------- | -------------------- |
| 21  | 19c  | "Va, dal furor portata" (Partitura /Informe crític) Ària per a tenor i orquestra                                 | Metastasio    | 1765                 |
| 36  | 33i  | "Or che il dover - Tali e cotanti sono" (Partitura /Informe crític) Recitatiu i ària per a tenor i orquestra     | desconegut    | Desembre de 1766     |
| 71  |      | "Ah, più tremar non voglio" (Partitura /Informe crític) Ària per a tenor i orquestra (fragment)                  | Metastasio    | 1769 o 1770          |
| 209 |      | "Si mostra la sorte" (Partitura /Informe crític) Ària per a tenor i orquestra                                    | desconegut    | 19 de maig de 1775   |
| 210 |      | "Con ossequio, con rispetto" (Partitura /Informe crític) Ària per a tenor i orquestra                            | desconegut    | Maig de 1775         |
| 256 |      | "Clarice cara mia sposa" (Partitura /Informe crític) Ària per a tenor i orquestra                                | desconegut    | Setembre de 1776     |
| 295 |      | "Se al labbro mio non credi" (Partitura /Informe crític) Ària per a tenor i orquestra                            | Antonio Salvi | 28 de febrer de 1778 |
| 420 |      | "Per pietà, non ricercate" (Partitura /Informe crític) Ària (rondó) per a tenor i orquestra                      | desconegut    | 21 de juny de 1783   |
| 431 | 425b | "Misero! O sogno … Aura, che intorno spiri" (Partitura /Informe crític) Recitatiu i ària per a tenor i orquestra | desconegut    | Desembre de 1783     |
| 435 | 416b | "Müßt' ich auch durch tausend Drachen" (Partitura /Informe crític) Ària per a tenor i orquestra                  | desconegut    | 1783                 |

### Baix
| K.¹      | K⁶   | Composició, partitura i ressenya (NMA)                                                                            | Llibretista                 | Data                    |
| -------- | ---- | --- | --------------------------- | ----------------------- |
| 209a     | 209a | "Un dente guasto e gelato" (Partitura /Informe crític) Ària per a baix i orquestra                                | desconegut                  | 1775                    |
| 432      | 421a | "Così dunque tradisci … Aspri rimorsi atroci" (Partitura /Informe crític) Ària i recitatiu per a baix i orquestra | Metastasio                  | 1783                    |
| 433      | 416c | "Männer suchen stets zu naschen" (Partitura /Informe crític) Ària per a baix i orquestra (esbós)                  | desconegut                  | 1783                    |
| 512      |      | "Alcandro, Io confesso … Non sò d'onde viene" (Partitura /Informe crític) Recitatiu i ària per a baix i orquestra | Metastasio Olimpiade III,6  | 18 o 19 de març de 1787 |
| 513      |      | "Mentre ti lascio, oh figlia" (Partitura /Informe crític) Ària per a baix i orquestra                             | Duca Sant' Angioli-Morbilli | 23 de març de 1787      |
| 539      |      | "Ich möchte wohl der Kaiser sein" (Partitura /Informe crític) A German war Cançó per a baix i orquestra           | Johann Wilhelm Ludwig Gleim | 5 de març de 1788       |
| 541      |      | "Un bacio di mano" (Partitura /Informe crític) Arietta per a baix i orquestra                                     | Lorenzo Da Ponte            | Juny de 1788            |
| 612      |      | "Per questa bella mano" (Partitura /Informe crític) Ària per a baix, contrabaix obligat, i orquestra              | desconegut                  | 8 de març de 1791       |
| Anh. 245 | 621a | "Io ti lascio, oh cara, addio" (Partitura /Informe crític) Ària per a baix i orquestra                            | desconegut                  | 1791                    |

### Grup vocal
| K.¹       | K⁶   | Composició, partitura i ressenya (NMA)                                                              | Llibretista                                     | Data                   |
| --------- | ---- | --------------------------------------------------------------------------------------------------- | ----------------------------------------------- | ---------------------- |
| 20        |      | "God is our refuge" (Partitura ) Coral per a soprano, contralt, tenor, baix                         | Psalms 46:1                                     | Juliol de 1765         |
| Anh. 024a | 43a  | "Ach, was müssen wir erfahren!" (Partitura ) Duet per a dues sopranos (fragment)                    | desconegut                                      | 15 d'octubre de 1767   |
| 346       | 439a | "Luci care, luci belle" (Partitura ) Nocturn (trio) per a dues sopranos i baix                      | Angelo Lungi, La Pupilla                        | possiblement 1783      |
| 436       |      | "Ecco quel fiero istante" (Partitura ) Nocturn (trio) per a dues sopranos i baix                    | Metastasio (from La partenza)                   | possiblement 1783      |
| 437       |      | "Mi lagnerò tacendo" (Partitura ) Nocturn (trio) per a dues sopranos i baix                         | Metastasio (from Siroe, II, 1)                  | possiblement 1783      |
| 438       |      | "Se lontan, ben mio, tu sei" (Partitura ) Nocturn (trio) per a dues sopranos i baix                 | Metastasio (Strofe per musica)                  | possiblement 1783      |
| 439       |      | "Due pupille amabili" (Partitura ) Nocturn (trio) per a dues sopranos i baix                        | Giuseppe Petrosellini, L'incognita perseguitata | possiblement 1783      |
| 441       |      | "Liebes Manndel, wo ist's Bandel?" (Partitura ) trio per a soprano, tenor i baix                    | Vienna dialect                                  | possiblement 1783      |
| 479       |      | "Dite almeno, in che mancai" (Partitura /Informe crític) Ària per a soprano, tenor, 2 baixos        | desconegut                                      | 5 de novembre de 1785  |
| 480       |      | "Mandina amabile" (Partitura /Informe crític) Ària per a soprano, tenor, baix, i orquestra          | desconegut                                      | 21 de novembre de 1785 |
| 483       |      | "Zerfließet heut', geliebte Brüder" (Partitura ) Cançó per a cor masculí de 3 veus                  | Augustin Veith Edler von Schittlersberg         | Desembre de 1785       |
| 484       |      | "Ihr unsre neuen Leiter" (Partitura ) Cançó per a cor masculí de 3 veus                             | Augustin Veith Edler von Schittlersberg         | Desembre de 1785       |
| 434       | 480b | "Del gran regno delle amazzone" (Partitura /Informe crític) Ària per a tenor, 2 baixos, i orquestra | Giuseppe Petrosellini                           | Finals de 1785         |
| 532       |      | "Grazie agl'inganni tuoi" (Partitura ) Esbós sense text per a trio per a soprano, tenor i baix      | Metastasio                                      | possiblement 1787      |
| 549       |      | "Più non si trovano" (Partitura ) Canzonetta (trio) per a dues sopranos i baix                      | Metastasio (from Olimpiade, I, 7)               | 16 de juliol de 1788   |
| Anh. 5    | 571a | "Caro mio Druck und Schluck" (Partitura ) Quartet per a soprano, dos tenors i baix                  | Wolfgang Amadeus Mozart                         | Començament de 1789    |

## Cançons
| K.¹     | K⁶   | Composició, partitura i ressenya (NMA) | Llibretista                                                                                    | Data                                               |
| ------- | ---- | --- | ---------------------------------------------------------------------------------------------- | -------------------------------------------------- |
| 53      | 47e  | "An die Freude" (Partitura /Informe crític) Freude, Königin der Weisen Possiblement (segons Einstein) és l' ària per la filla de Joseph Wolf | Johann Peter Uz (1720-1796)                                                                    | Novembre de 1768                                   |
| 147     | 125g | "Wie unglücklich bin ich nit" (Partitura /Informe crític)                                                                                    | desconegut                                                                                     | 1772                                               |
| 148     | 125h | "Lobgesang auf die feierliche Johannisloge" (Partitura /Informe crític) O heiliges Band der Freundschaft treuer Brüder                       | Ludwig Friedrich Lenz (1717-1780)                                                              | 1772                                               |
| 307     | 284d | "Oiseaux, si tous les ans" (Partitura /Informe crític)                                                                                       | Antoine Houdart Ferrand (1678-1719)                                                            | 30 d'octubre de 1777                               |
| 308     | 295b | "Dans un bois solitaire" (Partitura /Informe crític)                                                                                         | Antoine Houdar de la Motte (1672-1731)                                                         | entre 30 d'octubre de 1777 i 13/14 de març de 1778 |
| 343     | 336c | "Zwei deutsche Kirchenlieder" (Partitura /Informe crític) O Gotteslamm, Als aus Ägypten Israel                                               | desconegut                                                                                     | Primavera de 1787                                  |
| 349     | 367a | "Die Zufriedenheit" (Partitura /Informe crític) Was frag' ich viel nach Geld und Gut                                                         | Johann Martin Miller (1750-1814)                                                               | entre 8 de novembre de 1780 i març de 1781         |
| 351     | 367b | "Komm, liebe Zither, komm" (Partitura /Informe crític)                                                                                       | desconegut                                                                                     | entre 8 de novembre de 1780 i març de 1781         |
| 390     | 340c | "Ich würd' auf meinem Pfad" (Partitura /Informe crític)                                                                                      | Johann Timotheus Hermes (1738-1821)                                                            | entre agost de 1781 i maig de 1782                 |
| 391     | 340b | "Sei du mein Trost" (Partitura /Informe crític)                                                                                              | Johann Timotheus Hermes (1738-1821)                                                            | entre agost de 1781 i maig de 1782                 |
| 392     | 340a | "Verdankt sei es dem Glanz der Großen" (Partitura /Informe crític)                                                                           | Johann Timotheus Hermes (1738-1821)                                                            | entre agost de 1781 i maig de 1782                 |
| Anh. 25 | 386d | "Bardengesang auf Gibraltar" (Partitura /Informe crític) O Calpe! Dir donnert's am Fusse (esbós)                                             | Michael Denis (1729-1800)                                                                      | finals de desembre de 1782                         |
| 468     |      | "Lied zur Gesellenreise" (Partitura /Informe crític) Die ihr einem neuen Grad                                                                | Joseph Franz von Ratschky (1757-1810)                                                          | 26 de març de 1785                                 |
| 472     |      | "Der Zauberer" (Partitura /Informe crític) Ihr Mädchen, flieht Damöten [Damoetas] ja!                                                        | Christian Felix Weiße (1726-1804)                                                              | 7 de maig de 1785                                  |
| 473     |      | "Die Zufriedenheit" (Partitura /Informe crític) Wie sanft, wie ruhig                                                                         | Christian Felix Weiße (1726-1804)                                                              | 7 de maig de 1785                                  |
| 474     |      | "Die betrogene Welt" (Partitura /Informe crític) Der reiche Tor                                                                              | Christian Felix Weiße (1726-1804)                                                              | 7 de maig de 1785                                  |
| 476     |      | "Das Veilchen" (Partitura /Informe crític) Ein Veilchen auf der Wiese stand                                                                  | Johann Wolfgang von Goethe                                                                     | 8 de juny de 1785                                  |
| 506     |      | "Lied der Freiheit" (Partitura /Informe crític) Wer unter eines Mädchens Hand                                                                | Aloys Blumauer (1755-1798)                                                                     | finals de 1785                                     |
| Anh. 26 | 475a | "Einsam bin ich, meine Liebe" (Partitura /Informe crític) fragment                                                                           | Johann Martin Miller (1750-1814)                                                               | possiblement 1785                                  |
| 517     |      | "Die Alte" (Partitura /Informe crític) Ein bißchen aus der Nase                                                                              | Friedrich von Hagedorn (1708-1754)                                                             | 18 de maig de 1787                                 |
| 518     |      | "Die Verschweigung" (Partitura /Informe crític) Sobald Damötas Chloen sieht                                                                  | Christian Felix Weiße (1726-1804)                                                              | 20 de maig de 1787                                 |
| 519     |      | "Das Lied der Trennung" (Partitura /Informe crític) Die Engel Gottes weinen                                                                  | Klamer Eberhard Karl Schmidt (1746-1824)                                                       | 23 de maig de 1787                                 |
| 520     |      | "Als Luise die Briefe ihres ungetreuen Liebhabers verbrannte" (Partitura /Informe crític) Erzeugt von heißer Phantasie                       | Gabriele von Baumberg (1766-1839)                                                              | 26 de maig de 1787                                 |
| 523     |      | "Abendempfindung an Laura" (Partitura /Informe crític) Abend ist's, die Sonne ist verschwunden                                               | desconegut                                                                                     | 24 de juny de 1787                                 |
| 524     |      | "An Chloe" (Partitura /Informe crític) Wenn die Lieb’ aus deinen blauen, hellen, offnen Augen sieht                                          | Johann Georg Jacobi (1740-1814)                                                                | 24 de juny de 1787                                 |
| 529     |      | "Des kleinen Friedrichs Geburtstag" (Partitura /Informe crític) Es war einmal, ihr Leute                                                     | Johann Eberhard Friedrich Schall (1742-1790), last verse by Joachim Heinrich Campe (1746-1818) | 6 de novembre de 1787                              |
| 530     |      | "Das Traumbild" (Partitura /Informe crític) Wo bist du, Bild                                                                                 | Ludwig Christoph Heinrich Hölty (1748-1776)                                                    | 6 de novembre de 1787                              |
| 531     |      | "Die kleine Spinnerin" (Partitura /Informe crític) Was spinnst du?                                                                           | desconegut                                                                                     | 11 de desembre de 1787                             |
| 552     |      | "Lied beim Auszug in in das Feld" (Partitura /Informe crític) Dem hohen Kaiserworte treu                                                     | desconegut                                                                                     | 11 Agost de 1788                                   |
| 596     |      | "Sehnsucht nach dem Frühling" (Partitura /Informe crític) Komm, lieber Mai, und mache                                                        | Christian Adolph Overbeck (1755-1821)                                                          | 14 de gener de 1791                                |
| 597     |      | "Der Frühling" (Partitura /Informe crític) Erwacht zum neuen Leben                                                                           | Christoph Christian Sturm (1740-1786)                                                          | 14 de gener de 1791                                |
| 598     |      | "Das Kinderspiel" (Partitura /Informe crític) Wir Kinder, wir schmecken der Freuden recht viel!                                              | Christian Adolph Overbeck (1755-1821)                                                          | 14 de gener de 1791                                |

## Cànons
| K.¹    | K⁶   | Composició, partitura i ressenya (NMA) | Llibretista                                 | Data                           |
| ------ | ---- | --- | ------------------------------------------- | ------------------------------ |
| 89     | 73k  | "Kyrie in G" (Partitura ) Kyrie a cinque con diversi canoni | text litúrgic                               | Maig de 1770                   |
| 89a II | 73r  | "Four Riddle Canons" (Partitura ) Sit trium series una: Incipe Menalios per a 3 veus; Ter ternis canite vocibus: Cantate Domino per a 9 veus; Cànon ad duodecimam: Confitebor tibi Domine per a 3 veus; Canon. Ter voce ciemus: Thebana bella per a 6 veus | desconegut                                  | Estiu de 1770                  |
| 89a    | 73i  | "Cànon a 4 instruments" (Partitura ) | —                                           | Abril de 1770                  |
| 228    | 515b | "Ach! zu kurz" (Partitura ) Doble cànon per a 4 veus | desconegut                                  | abans del 24 de juny de 1787   |
| 229    | 382a | "Sie ist dahin" (Partitura ) Cànon a 3 veus | Ludwig Heinrich Christoph Hölty (1748-1776) | 1782                           |
| 230    | 382b | "Selig, selig" (Partitura ) Cànon a 2 veus | Ludwig Heinrich Christoph Hölty (1748-1776) | 1782                           |
| 231    | 382c | "Leck mich im Arsch" / "Lasst uns froh sein") (Partitura ) Cànon per a 6 veus | probablement del mateix WA Mozart           | 1782                           |
| 232    | 509a | "Lieber Freistädtler, lieber Gaulimauli" (Partitura ) Cànon a 4 veus | probablement del mateix WA Mozart           | posterior al 4 de juny de 1787 |
| 233    | 382d | "Leck mir den Arsch fein recht schön sauber" (Partitura ) / "Nichts labt mich mehr als Wein" - Cànon a 3 veus | probablement del mateix WA Mozart           | 1782                           |
| 234    | 382e | "Bei der Hitz im Sommer eß ich" (Partitura ) / "Essen, Trinken" - Cànon a 3 veus | probablement del mateix WA Mozart           | 1782                           |
| 347    | 382f | "Wo der perlende Wein im Glase blinkt" (Partitura ) Cànon per a 6 veus | desconegut                                  | 1782                           |
| 348    | 382g | "V'amo di core" (Partitura ) Quadruple cànon per a 12 veus (3 cors) | desconegut                                  | 1782                           |
| deest  |      | 1. "Cànon per a 6" (esbós) (Partitura ) | —                                           | 1781/82 o posterior            |
| deest  |      | 2. "Cànon a 4" (esbós) (Partitura ) | —                                           | 1781/82 o posterior            |
| deest  |      | 3. "Cànon a 4" (esbós) (Partitura ) | —                                           | 1781/82 o posterior            |
| deest  |      | 4. "Cànon a 4" (esbós) (Partitura ) | —                                           | Finals de 1785/1786            |
| 507    |      | "Heiterkeit und leichtes Blut" (Partitura ) Cànon a 3 veus |                                             | posterior al 3 de juny de 1786 |
| 508    |      | "Auf das Wohl aller Freunde" (Partitura ) Cànon a 3 veus (sopranos) | desconegut                                  | posterior al 3 de juny de 1786 |
| 508a   | 508a | 2 canons per a 3 sopranos / 14 Interval canons (Partitura ) Canons per a diverses veus (esbós) | —                                           | posterior al 3 de juny de 1786 |
| deest  |      | 6. "Cànon a 3" (esbós) (Partitura ) | —                                           | posterior al 3 de juny de 1786 |
| deest  |      | 7. "Cànon a 2" (esbós) (Partitura ) | —                                           | posterior al 3 de juny de 1786 |
| deest  |      | "Cànon a 4" (Partitura ) | —                                           | Estiu de 1786                  |
| 553    |      | "Alleluia" (Partitura ) Cànon a 4 veus | text litúrgic                               | 2 de setembre de 1788          |
| 554    |      | "Ave Maria" (Partitura ) Cànon a 3 veus | text litúrgic                               | 2 de setembre de 1788          |
| 555    |      | "Lacrimoso son'io" (Partitura ) Cànon a 4 veus | text litúrgic                               | 2 de setembre de 1788          |
| 556    |      | "Grechtelt's enk" (Partitura ) Cànon a 4 veus | desconegut                                  | 2 de setembre de 1788          |
| 557    |      | "Nascoso è il mio sol" (Partitura ) Cànon a 4 veus | desconegut                                  | 2 de setembre de 1788          |
| 558    |      | "Gehn wir im Prater, gehn wir in d'Hetz" (Partitura ) Cànon a 4 veus | desconegut                                  | 2 de setembre de 1788          |
| 559    |      | "Difficile lectu mihi mars" (Partitura ) Cànon a 3 veus | probablement del mateix WA Mozart           | 2 de setembre de 1788          |
| 560a   | 559a | "O du eselhafter Peierl" (Partitura ) Cànon a 3 veus | probablement del mateix WA Mozart           | entre 1785 i 1787              |
| 560b   | 560  | "O du eselhafter Martin (Jakob)" (Partitura ) Cànon a 4 veus | probablement del mateix WA Mozart           | 2 de setembre de 1788          |
| deest  |      | 9. "Cànon a 4" (esbós) (Partitura ) | —                                           | 1787 o 1788                    |
| deest  |      | 10. "Cànon a 4" (esbós) (Partitura ) | —                                           | 1787 o 1788                    |
| deest  |      | 11. "Cànon a 4" (esbós) (Partitura ) | —                                           | 1787 o 1788                    |
| 561    |      | "Bona nox! bist a rechta Ox" (Partitura ) Cànon a 4 veus | WA Mozart                                   | 2 de setembre de 1788          |
| 562    |      | "Caro bell' idol mio" (Partitura ) Cànon a 4 veus | desconegut                                  | 2 de setembre de 1788          |
| 562a   | 562a | "Cànon a 4" (Partitura ) | —                                           | desconegut                     |
| 562c   | 562c | "Cànon a 4 Instruments" (Partitura ) Cànon per a 2 violins, viola, baix | —                                           | desconegut                     |
| 616b   | 616b | "Estudi canònic per a 4" (Partitura ) | —                                           | Estiu de 1787                  |